# Dani Güiza
Daniel González Güiza (Jerez de la Frontera, Cádiz, España; 17 de agosto de 1980), más conocido como Dani Güiza, es un futbolista español que juega de delantero en el C. D. Rayo Sanluqueño de la Primera División Andaluza. Ha sido internacional absoluto con España en veinte ocasiones, resultando campeón de la Eurocopa 2008 y tercero de la Copa FIFA Confederaciones 2009, anotando seis goles.
Fue galardonado con el Trofeo Pichichi y Trofeo Zarra en 2008, además de la Bota de Plata como segundo mayor goleador de las ligas europeas de máxima categoría con 27 goles en el R. C. D. Mallorca de la Primera División de España, sólo por detrás de Cristiano Ronaldo. 
También jugó en el Fenerbahçe SK de Turquía, consagrándose campeón de Superliga y Supercopa, y en el Club Cerro Porteño de Paraguay, consagrándose campeón en el Torneo Clausura 2013 como invicto y del Torneo Apertura 2015.

## Trayectoria

### Inicios
Nacido en 1980, en el seno de una familia humilde, Dani Güiza pasó su infancia en el popular barrio de La Liberación, en la zona sur de Jerez de la Frontera. Tras destacar en equipos de fútbol base, inició su carrera profesional en las filas del Xerez CD, por entonces en Segunda División B.
La temporada 1999-2000 fue cedido al Dos Hermanas CF, también en la categoría de bronce, donde empezó a despuntar como goleador. A mitad de la temporada el Real Club Deportivo Mallorca se hizo con sus servicios por 17 millones de pesetas, un desembolso considerable para un jugador aún en edad juvenil.

### Primera división
Aunque su fichaje fue para reforzar al filial de los baleares, esa misma campaña llegó a debutar con el primer equipo en la máxima categoría. Fue en un encuentro contra el RCD Español, el 2 de abril de 2000, con sólo 19 años.
A pesar de sus prometedores inicios, en las dos siguientes temporadas, sólo disputó seis partidos con el primer equipo, en los que marcó un gol. Su bajo rendimiento, acusando su ajetreada vida extradeportiva, hizo que el club optara por cederlo la temporada 2002-03. Lucas Alcaraz, que había sido su técnico en Dos Hermanas, le abrió las puertas del Recreativo de Huelva, que acababa de ascender a Primera División. En Huelva sólo disputó 4 partidos, en los que no anotó ningún gol, y terminó la temporada en el filial del FC Barcelona, en Segunda B.

### Resurgir
El verano de 2003, con su carrera en claro declive a pesar de sus 23 años, fue traspasado al CF Ciudad de Murcia, que ese año debutaba en  Segunda División. En el club murciano recuperó el instinto goleador (16 tantos en su primer año y 20 en el segundo). Unos registros que le permitieron volver a la máxima categoría, tras enrolarse a las filas del Getafe CF.
En su primera campaña en el club madrileño logró nueve tantos en 32 partidos, que permitió a los azulones mantener la categoría sin apuros. En su segunda temporada logró mejorar sus números en la liga, con once tantos, pero su papel más destacado fue en la Copa. Suyos fueron dos de los cuatro goles con los que el Getafe remontó un 5-2 del FC Barcelona, clasificándose para la final copera por primera vez en su historia, un éxito sin precedentes para el modesto club madrileño. Güiza fue titular en la final, que su equipo acabó perdiendo ante el Sevilla FC.

### Explosión
El verano de 2007, tras rechazar ofertas del Deportivo de la Coruña y el Kazan, finalmente fue traspasado al RCD Mallorca. En su regreso al conjunto balear protagonizó la mejor campaña de su carrera, siendo el pichichi y  máximo goleador español de la liga española y bate el récord anotador de un jugador mallorquinista en una temporada.  El registro, además, le permitió ganar la Bota de Plata como segundo mejor goleador de las ligas europeas. Además, consiguió marcar dos goles en la Copa del Rey. Merced a esta gran temporada, en noviembre de 2007 debutó con la selección española y fue convocado para participar en la Eurocopa 2008, donde marcó dos goles, uno de ellos en semifinales. Recibió el premio Ciudad de Jerez a la deportividad. Pichichi (con 27 goles sin tirar un penalti), Zarra y Bota de Plata, son los títulos que durante esa temporada acompañaron al Campeón de Europa en el combinado de Luis Aragonés, antes de partir a Estambul.
Después de una buena temporada, el Barcelona de Pep Guardiola llamó a su puerta. Sin embargo, el delantero de Jerez de la Frontera confesó que discrepancias de algunos jugadores con su llegada acabó por frustrar ese fichaje. 
El 15 de julio de 2008 firma por cuatro años con el Fenerbahçe SK a cambio de 15 millones de euros, lo que le convierte en el fichaje más caro de la historia del fútbol turco. En el club de Estambul coincide con Luis Aragonés, que ya había sido su técnico en Mallorca(en su primera etapa en el 2000) y con la selección.
En el verano de 2011 se le relaciona con el Granada CF, el Getafe CF y el Betis, llegando a un preacuerdo con este último. Tras una conversación en Turquía con su representante, Quique Pina, acaba firmando por el Getafe CF tras desvincularse con el Fenerbahçe SK.
Después de no estar contando con muchos minutos en el Getafe CF, decide en noviembre de 2012, marcharse a jugar cedido al fútbol asiático, concretamente al Johor FC de Malasia, reconociendo que será "una gran experiencia" para él, a pesar de no saber mucho sobre la competición de Malasia.
En abril de 2013 el Johor FC lo libera para poder fichar nuevos jugadores durante el mercado de fichajes, dando así por finalizada su cesión que debía acabar en el mes de agosto. Se va de la liga malasia jugando 13 partidos y marcando 8 goles.
El jugador regresa al Getafe CF tras terminar la cesión con el equipo malayo.

### Cerro Porteño y vuelta a España
El 29 de julio de 2013 se despide del Getafe y se notifica oficialmente su traspaso a Cerro Porteño de Paraguay, cumpliendo así uno de sus sueños cual era jugar en un equipo de América.
Debutó con su nuevo club el 14 de septiembre de 2013 en la victoria 4-0 ante el Club Sportivo Carapeguá y anotando un gol. Era el comienzo del enorme amor y fidelidad al club azulgrana.
A pesar de haber tenido un comienzo irregular en su nuevo club en su primer semestre de estadía, alternado partidos y entrando en los minutos finales, logró aportar tres goles en el Torneo Clausura del cual Cerro Porteño se consagraría campeón de forma invicta.
Para el 2014 se ganaría rápidamente la titularidad en el equipo, después de conseguir goles de forma consecutiva, entre los cuales se puede resaltar su gol contra Lanús, en su primera participación en la Copa Libertadores,
con esta anotación también se convertiría en el cuarto jugador español en convertir un gol en dicha competición. Rápidamente se ganó el corazón del hincha "cerrista", que al finalizar cada partido coreaba "Ole, ole, ole, Güiza, Güiza", convirtiéndose así en uno de los referentes del plantel de Cerro Porteño.
Dejó Cerro Porteño, por motivos familiares, durante el primer torneo del año 2015 (Torneo Apertura), tras llegar a un acuerdo con los directivos del equipo. Sin embargo, Cerro se consagró campeón en dicho torneo con el aporte del jerezano.
Cabe destacar que en su momento "Dani" recibió ofertas del Club Olimpia de Paraguay (archirrival de Cerro Porteño), pero él las rechazó alegando ser "muy cerrista" .
En verano del 2015 ficha por el Cádiz CF equipo de la Segunda División B de España. El día de su presentación recibió abucheos e insultos por parte de la afición cadista, al haberse declarado abiertamente "anticadista" en más de una ocasión.
Su entrega y su lucha, poco a poco calan en parte de la afición cadista y el jerezano termina la temporada como pichichi del equipo con 13 goles, entre ellos uno al Hércules de Alicante en el último partido del playoff que termina con el equipo amarillo ascendiendo a la segunda división.
Al concluir la temporada 2016/17, Dani rescinde con el Cádiz CF y firma un contrato con el Atlético Sanluqueño por dos temporadas con el que consiguió el objetivo del ascenso a Segunda División B.
Renovaría con el conjunto sanluqueño para seguir jugando en las sucesivas campañas 2019-20 y 2020-21, lográndose en esta última el ascenso a Primera División RFEF. Ya con 41 años recién cumplidos, seguiría jugando en la campaña 2021-22, contemplando su posible retirada del fútbol al término de la temporada.
El 31 de agosto de 2022, firma por la UD Algaida, de la Primera División Andaluza.
El 19 de enero de 2023, firma por el Club Deportivo Rota de la Tercera Federación.
Actualmente juega en la UD Algaida en División de Honor.

## Selección nacional
Ha sido internacional en veinte ocasiones con la selección de fútbol de España.
Debutó el 21 de noviembre de 2007, en un partido de clasificación para la Eurocopa 2008 ante Irlanda del Norte, disputado en el estadio de Gran Canaria, con resultado 1 – 0 a favor de los españoles.

### Eurocopa 2008

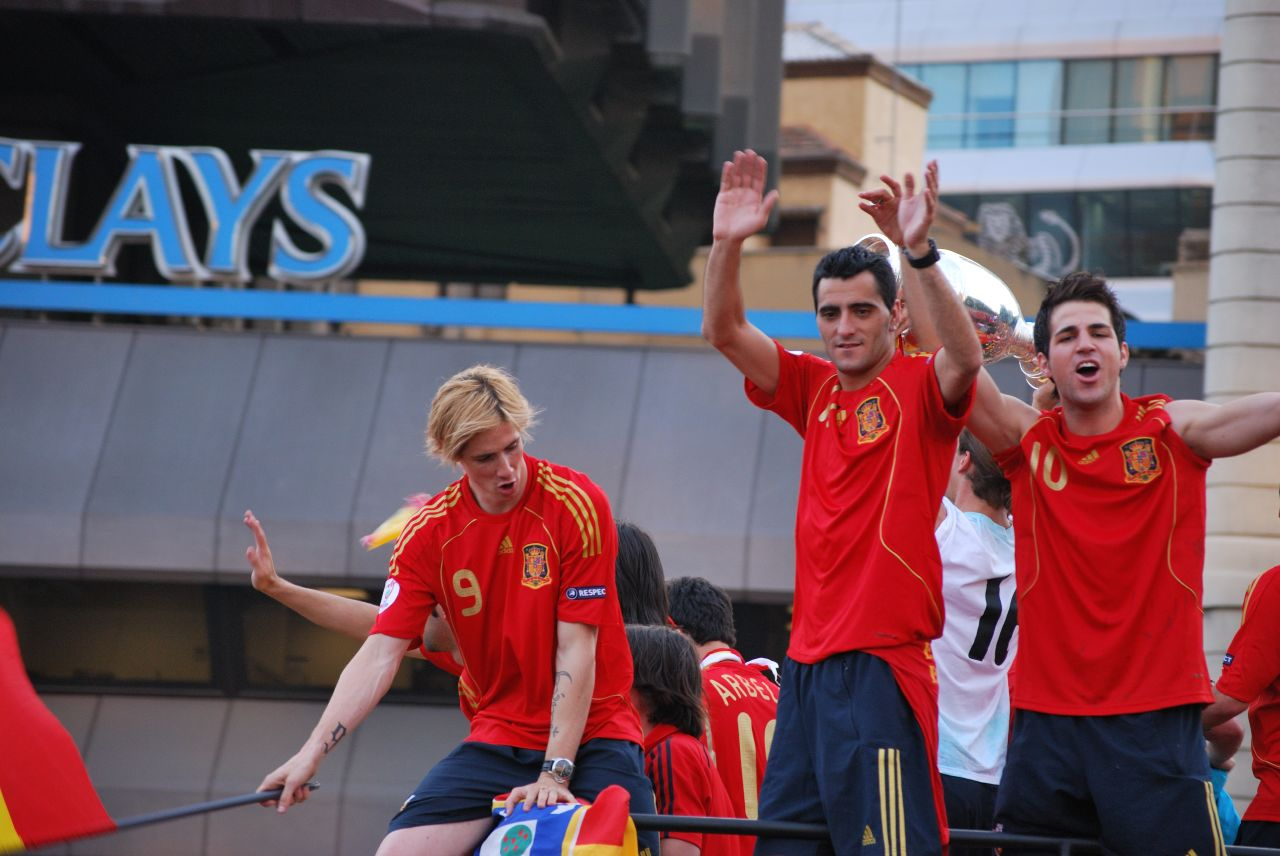
Fernando Torres, Dani Güiza y Cesc Fàbregas en la celebración española de la victoria en la Eurocopa.

Daniel Güiza fue convocado por el seleccionador Luis Aragonés para formar parte de los 23 jugadores que disputaron la Eurocopa 2008 en Austria y Suiza.
Fue titular en el tercer encuentro de la primera fase, frente a Grecia, la campeona de la anterior edición. El partido fue disputado por los jugadores menos habituales de la selección española al encontrarse matemáticamente clasificada para la segunda fase de la Eurocopa. Intervino de forma activa en los dos goles marcados por los españoles, dejando un balón de cabeza para que De la Red transformara el tanto y rematando de cabeza el segundo gol. El marcador final fue de 1-2 a favor de la selección española.
Participó en el partido de cuartos de final frente a Italia al que entró en el minuto 84 sustituyendo a Torres. Se llegó al final de la prórroga con empate a cero goles. En la disputa de la tanda de penaltis, no fue trascendental que Buffon detuviera el disparo de Güiza, y España se clasificó por 4 a 2.
En el partido de semifinales contra Rusia, Güiza volvió a sustituir a Torres en el segundo tiempo, en el minuto 68. Tras un pase de Cesc Fàbregas, Güiza se desmarcó y transformó de vaselina su segundo gol con la selección en el minuto 72, el segundo balón que tocaba en el partido. El resultado final fue de 0-3 para los españoles y el segundo tiempo del partido fue calificado por la crítica mundial como uno de los mejores en la historia del combinado.
El 29 de junio de 2008, en la final contra Alemania entró en el minuto 77 para sustituir a Torres que había conseguido un gol. Luchó varios balones cerca del área alemana poniendo en apuros al portero, la más clara de ellas en el minuto 80 donde cedió un balón de cabeza para que Senna rematara pero este no pudo llegar a hacerlo. No obstante, no disfrutó de ninguna ocasión manifiesta de gol y el partido concluyó 0 - 1 para España. Güiza, como el resto los componentes de la selección se proclamó campeón de Europa de naciones.

### Participaciones en Eurocopas
| Eurocopa      | Sede            | Resultado | Partidos | Goles |
| ------------- | --------------- | --------- | -------- | ----- |
| Eurocopa 2008 | Austria y Suiza | Campeón   | 4        | 2     |

### Participaciones en Copa Confederaciones
| Torneo                         | Sede      | Resultado     | Partidos | Goles |
| ------------------------------ | --------- | ------------- | -------- | ----- |
| Copa FIFA Confederaciones 2009 | Sudáfrica | Tercer puesto | 2        | 2     |

### Goles como internacional
| #  | Fecha                   | Lugar                                         | Rival      | Gol | Resultado | Competición                    |
| -- | ----------------------- | --------------------------------------------- | ---------- | --- | --------- | ------------------------------ |
| 1. | 18 de junio de 2008     | Estadio Red Bull Arena, Salzburgo, Austria    | Grecia     | 1–2 | 1–2       | Eurocopa 2008                  |
| 2. | 26 de junio de 2008     | Estadio Ernst Happel, Viena, Austria          | Rusia      | 0–2 | 0–3       | Eurocopa 2008                  |
| 3. | 9 de junio de 2009      | Estadio Tofiq Bəhramov, Bakú, Azerbaiyán      | Azerbaiyán | 0–5 | 0-6       | Amistoso                       |
| 4. | 28 de junio de 2009     | Estadio Royal Bafokeng, Rustenburg, Sudáfrica | Sudáfrica  | 1–1 | 3–2       | Copa FIFA Confederaciones 2009 |
| 5. | 28 de junio de 2009     | Estadio Royal Bafokeng, Rustenburg, Sudáfrica | Sudáfrica  | 2–1 | 3–2       | Copa FIFA Confederaciones 2009 |
| 6. | 18 de noviembre de 2009 | Estadio Ernst Happel, Viena, Austria          | Austria    | 1–4 | 1–5       | Amistoso                       |

## Estadísticas

### Club
| Club                        | Temporada     | Liga                         | Liga | Liga  | Copa | Copa  | Continental | Continental | Otros | Otros | Total | Total | Ref.   |
| Club                        | Temporada     | División                     | Par. | Goles | Par. | Goles | Par.        | Goles       | Par.  | Goles | Par.  | Goles | Ref.   |
| --------------------------- | ------------- | ---------------------------- | ---- | ----- | ---- | ----- | ----------- | ----------- | ----- | ----- | ----- | ----- | ------ |
| Xerez                       | 1998–99       | Segunda División B           | 16   | 1     | 0    | 0     | –           | –           | –     | –     | 16    | 1     | [ 25 ] |
| Dos Hermanas (cesión)       | 1999–00       | Segunda División B           | 18   | 9     | 1    | 0     | –           | –           | –     | –     | 19    | 9     | [ 25 ] |
| Mallorca B                  | 1999–00       | Segunda División B           | 17   | 9     | –    | –     | –           | –           | –     | –     | 17    | 9     | [ 25 ] |
| Mallorca B                  | 2000–01       | Segunda División B           | 28   | 19    | –    | –     | –           | –           | –     | –     | 28    | 19    | [ 25 ] |
| Mallorca B                  | 2001–02       | Segunda División B           | 25   | 9     | –    | –     | –           | –           | –     | –     | 25    | 9     | [ 25 ] |
| Mallorca B                  | Total         | Total                        | 70   | 37    | 0    | 0     | 0           | 0           | 0     | 0     | 70    | 37    | –      |
| Mallorca                    | 1999–2000     | La Liga                      | 1    | 0     | 0    | 0     | 0           | 0           | –     | –     | 1     | 0     | [ 25 ] |
| Mallorca                    | 2000–01       | La Liga                      | 5    | 1     | 0    | 0     | 2           | 2           | –     | –     | 7     | 3     | [ 25 ] |
| Mallorca                    | 2001–02       | La Liga                      | 0    | 0     | 2    | 0     | –           | –           | –     | –     | 2     | 0     | [ 25 ] |
| Mallorca                    | 2002–03       | La Liga                      | 1    | 0     | 0    | 0     | –           | –           | –     | –     | 1     | 0     | [ 25 ] |
| Mallorca                    | Total         | Total                        | 7    | 1     | 2    | 0     | 2           | 2           | 0     | 0     | 11    | 3     | –      |
| Recreativo (cesión)         | 2002–03       | La Liga                      | 4    | 0     | 0    | 0     | –           | –           | –     | –     | 4     | 0     | [ 25 ] |
| Barcelona B (cesión)        | 2002–03       | Segunda División B           | 13   | 5     | –    | –     | –           | –           | 2     | 0     | 15    | 5     | [ 25 ] |
| Ciudad Murcia               | 2003–04       | Segunda División             | 40   | 16    | 2    | 0     | –           | –           | –     | –     | 42    | 16    | [ 25 ] |
| Ciudad Murcia               | 2004–05       | Segunda División             | 41   | 20    | 2    | 0     | –           | –           | –     | –     | 43    | 20    | [ 25 ] |
| Ciudad Murcia               | Total         | Total                        | 81   | 36    | 4    | 0     | 0           | 0           | 0     | 0     | 85    | 36    | –      |
| Getafe                      | 2005–06       | La Liga                      | 32   | 9     | 3    | 1     | –           | –           | –     | –     | 35    | 10    | [ 25 ] |
| Getafe                      | 2006–07       | La Liga                      | 29   | 11    | 6    | 6     | –           | –           | –     | –     | 35    | 17    | [ 25 ] |
| Getafe                      | Total         | Total                        | 61   | 20    | 9    | 7     | 0           | 0           | 0     | 0     | 70    | 27    | –      |
| Mallorca                    | 2007–08       | La Liga                      | 37   | 27    | 3    | 2     | –           | –           | –     | –     | 40    | 29    | [ 25 ] |
| Fenerbahçe                  | 2008–09       | Süper Lig                    | 32   | 11    | 8    | 2     | 10          | 3           | –     | –     | 50    | 16    | [ 27 ] |
| Fenerbahçe                  | 2009–10       | Süper Lig                    | 27   | 11    | 6    | 4     | 10          | 3           | 1     | 0     | 44    | 18    | [ 27 ] |
| Fenerbahçe                  | 2010–11       | Süper Lig                    | 3    | 1     | 1    | 0     | 0           | 0           | –     | –     | 4     | 1     | [ 27 ] |
| Fenerbahçe                  | Total         | Total                        | 62   | 23    | 15   | 6     | 20          | 6           | 1     | 0     | 98    | 35    | –      |
| Getafe                      | 2011–12       | La Liga                      | 32   | 3     | 2    | 0     | –           | –           | –     | –     | 34    | 3     |        |
| Getafe                      | 2012–13       | La Liga                      | 0    | 0     | 0    | 0     | –           | –           | –     | –     | 0     | 0     | [ 25 ] |
| Getafe                      | Total         | Total                        | 32   | 3     | 0    | 0     | 0           | 0           | 0     | 0     | 34    | 3     | –      |
| Johor Darul Ta'zim (cesión) | 2013          | Super League                 | 10   | 6     | 3    | 2     | –           | –           | –     | –     | 13    | 8     |        |
| Cerro Porteño               | 2013          | Primera División de Paraguay | 12   | 3     | 0    | 0     | –           | –           | –     | –     | 12    | 3     |        |
| Cerro Porteño               | 2014          | Primera División de Paraguay | 32   | 12    | 0    | 0     | 11          | 5           | –     | –     | 43    | 17    |        |
| Cerro Porteño               | 2015          | Primera División de Paraguay | 2    | 0     | 0    | 0     | 2           | 0           | –     | –     | 4     | 0     |        |
| Cerro Porteño               | Total         | Total                        | 46   | 15    | 0    | 0     | 13          | 5           | 0     | 0     | 59    | 20    | –      |
| Cádiz                       | 2015–16       | Segunda División B           | 35   | 13    | 3    | 0     | –           | –           | –     | –     | 38    | 13    |        |
| Cádiz                       | 2016–17       | Segunda División             | 12   | 2     | 2    | 0     | –           | –           | –     | –     | 14    | 2     | [ 25 ] |
| Cádiz                       | Total         | Total                        | 47   | 15    | 5    | 0     | 0           | 0           | 0     | 0     | 52    | 15    | –      |
| Atlético Sanluqueño         | 2018–19       | Segunda División B           | 31   | 7     | 2    | 0     | –           | –           | –     | –     | 33    | 7     | [ 25 ] |
| Atlético Sanluqueño         | 2019–20       | Segunda División B           | 5    | 0     | 0    | 0     | –           | –           | –     | –     | 5     | 0     | [ 25 ] |
| Atlético Sanluqueño         | Total         | Total                        | 36   | 7     | 2    | 0     | 0           | 0           | 0     | 0     | 38    | 7     | –      |
| Total carrera               | Total carrera | Total carrera                | 537  | 195   | 46   | 17    | 35          | 13          | 3     | 0     | 624   | 235   | –      |

1Incluye dos partidos de Promoción de ascenso a Segunda División .
- Incluye un partido de (Supercopa de Turquía).

## Palmarés

### Campeonatos internacionales
| Título   | Selección                     | País            | Año  |
| -------- | ----------------------------- | --------------- | ---- |
| Eurocopa | Selección de fútbol de España | Austria · Suiza | 2008 |

### Campeonatos nacionales
| Título               | Club          | País     | Año  |
| -------------------- | ------------- | -------- | ---- |
| Supercopa de Turquía | Fenerbahçe SK | Turquía  | 2009 |
| Liga turca           | Fenerbahçe SK | Turquía  | 2011 |
| Torneo Clausura      | Cerro Porteño | Paraguay | 2013 |
| Torneo Apertura      | Cerro Porteño | Paraguay | 2015 |

## Distinciones individuales
| Distinción      | Año  |
| --------------- | ---- |
| Trofeo Zarra    | 2008 |
| Trofeo Pichichi | 2008 |
| Bota de Plata   | 2008 |

## Vida personal
Ha tenido dos hijos de distintas relaciones anteriores, uno de ellos con la modelo Nuria Bermúdez.